# كارولين س. هنتر
كارولين س. هنتر (بالإنجليزية: Caroline C. Hunter)‏ هي محامية أمريكية، ولدت في 1976.

## وصلات خارجية
- كارولين س. هنتر على موقع إن إن دي بي (الإنجليزية)